# العلاقات التشيلية الفنلندية
العلاقات التشيلية الفنلندية هي العلاقات الثنائية التي تجمع بين تشيلي وفنلندا.

## مقارنة بين البلدين
هذه مقارنة عامة ومرجعية للدولتين:
| وجه المقارنة                                              | تشيلي                         | فنلندا                                                                               |
| --------------------------------------------------------- | ----------------------------- | ------------------------------------------------------------------------------------ |
| المساحة (كم2)                                             | 756.10 ألف                    | 338.42 ألف                                                                           |
| عدد السكان (نسمة)                                         | 17.37 مليون                   | 5.52 مليون                                                                           |
| الكثافة السكانية (ن./كم²)                                 | 22.97                         | 16.31                                                                                |
| العاصمة                                                   | سانتياغو                      | هلسنكي                                                                               |
| اللغة الرسمية                                             | اللغة الإسبانية               | اللغة الفنلندية، اللغة السويدية                                                      |
| العملة                                                    | بيزو تشيلي، وحدة حساب تشيلية ‏ | يورو، ماركا فنلندية                                                                  |
| الناتج المحلي الإجمالي (بليون دولار)                      | 277.08 مليار                  | 251.88 مليار                                                                         |
| الناتج المحلي الإجمالي (تعادل القوة الشرائية) بليون دولار | 419.39 مليار                  | 231.84 مليار                                                                         |
| الناتج المحلي الإجمالي الاسمي للفرد دولار أمريكي          | 13.42 ألف                     | 42.31 ألف                                                                            |
| الناتج المحلي الإجمالي للفرد دولار أمريكي                 | 22.07 ألف                     | 40.68 ألف                                                                            |
| مؤشر التنمية البشرية                                      | 0.832                         | 0.883                                                                                |
| رمز المكالمات الدولي                                      | +56                           | +358                                                                                 |
| رمز الإنترنت                                              | .cl                           | .fi                                                                                  |
| المنطقة الزمنية                                           | 00، 00، 00، 00                | ت ع م+02:00، ت ع م+03:00، أوروبا/هلسنكي ‏، توقيت شرق أوروبا، توقيت شرق أوروبا الصيفي ‏ |

## منظمات دولية مشتركة
يشترك البلدان في عضوية مجموعة من المنظمات الدولية، منها:
| علم المنظمة | اسم المنظمة                               | تاريخ انضمام تشيلي | تاريخ انضمام فنلندا |
| ----------- | ----------------------------------------- | ------------------ | ------------------- |
|             | مؤسسة التنمية الدولية                     | 30 ديسمبر 1960     | 29 ديسمبر 1960      |
|             | يونسكو                                    | 7 يوليو 1953       | 10 أكتوبر 1956      |
|             | وكالة ضمان الاستثمار متعدد الأطراف        | 12 أبريل 1988      | 28 ديسمبر 1988      |
|             | منظمة التعاون الاقتصادي والتنمية          | ?                  | 1969                |
|             | الأمم المتحدة                             | 24 أكتوبر 1945     | 14 ديسمبر 1955      |
|             | الفريق المعني برصد الأرض                  | ?                  | ?                   |
|             | الاتحاد البريدي العالمي                   | ?                  | ?                   |
|             | البنك الدولي للإنشاء والتعمير             | 31 ديسمبر 1945     | 14 يناير 1948       |
|             | المنظمة الهيدروغرافية الدولية             | ?                  | ?                   |
|             | الاتحاد الدولي للاتصالات                  | 1908               | 1 سبتمبر 1920       |
|             | منظمة حظر الأسلحة الكيميائية              | ?                  | ?                   |
|             | مؤسسة التمويل الدولية                     | 15 أبريل 1957      | 20 يوليو 1956       |
|             | المركز الدولي لتسوية المنازعات الاستشارية | 24 أكتوبر 1991     | 8 فبراير 1969       |
|             | منظمة التجارة العالمية                    | ?                  | 1995                |
|             | منظمة الشرطة الجنائية الدولية             | ?                  | ?                   |

## أعلام
هذه قائمة لبعض الشخصيات التي تربطها علاقات بالبلدين:
- ميكو ألبورنوز (لاعب كرة قدم تشيلي، 30 نوفمبر 1990[21] – )

## وصلات خارجية
- موقع وزارة الخارجية التشيلية
- موقع وزارة الخارجية الفنلندية